# Xestochironomus comptus
Xestochironomus comptus är en tvåvingeart som beskrevs av James E. Sublette och Wirth 1972. Xestochironomus comptus ingår i släktet Xestochironomus och familjen fjädermyggor. Inga underarter finns listade i Catalogue of Life.